# C (tal)
Kardinaltalet {\displaystyle c} är kardinaliteten för de reella talen; {\displaystyle c={\mbox{card }}\mathbb {R} }. Det gäller även att {\displaystyle c=2^{\aleph _{0}}}, där {\displaystyle \aleph _{0}={\mbox{card }}\mathbb {N} }. Huruvida {\displaystyle c=\aleph _{1}} är oavgörbart inom ramen för mängdlärans axiomsystem, se kontinuumhypotesen.